# Richard E. Ladner
Richard Emil Ladner est un informaticien américain connu pour ses contributions à la fois à l'informatique théorique et aux technologies d'assistance (en). Ladner est professeur émérite à l' Université de Washington .

## Biographie
Richard Ladner est l'un des quatre enfants de parents sourds. Ses deux parents étaient enseignants à la California School for the Deaf (Fremont) lorsqu'elle était encore située à Berkeley (Californie) ; ils utilisaient pour la communication à la fois la langue des signes américaine (abrégée en ASL)et la parole. Richard Ladner grandit entouré de personnes sourdes et communiquant par la langue des signes, mais n'a pas commencé à utiliser cette langue couramment avant d'avoir suivi des cours de ASL au début de la trentaine.
Ladner a obtenu son B. Sc. au Collège Saint Mary de Californie en 1965 et son Ph. D. en mathématiques à l'université de Californie à Berkeley en 1971 sous la direction de Robert William Robinson avec une thèse intitulée « Mitotic Recursively Enumerable Sets ». Ses  travaux les plus connus sont en théorie de la complexité (informatique théorique) et en théorie des automates. Depuis 1971, il est professeur à l'université de Washington.
Depuis le début des années 2000, Ladner publie activement dans le domaine de la technologie d'assistance. Il s'est tourné vers la recherche sur les technologies d'accessibilité, en particulier les technologies destinées aux personnes sourdes, sourdes-aveugles, malentendantes et aveugles. Outre la recherche, il s'emploie à promouvoir l'intégration des personnes handicapées dans les domaines informatiques. Il est le chercheur principal des projets AccessComputing et AccessCSforAll, financés par la National Science Foundation.

## Distinctions
En 1985, Ladner s'est vu attribuer une bourse Guggenheim. En 1995, Ladner a été nommé ACM Fellow et en 2009 IEEE Fellow. Il a été éditeur de domaine pour le Journal of the Association of Computing Machinery, éditeur pour le SIAM Journal on Computing, éditeur associé pour le Journal of Computer and System Sciences et le journal Theory of Computing Systems. Il fait partie des comités de rédaction pour ACM Transactions on Accessible Computing et Communications of the ACM.
Il est lauréat du SIGCHI Social Impact Award et du Outstanding Contribution to Computing and Accessibility Award du ACM Special Interest Group on Accessible computing (en).